# Ibtihaj Muhammad
Ibtihaj Muhammad (Maplewood, 4 de diciembre de 1985) es una deportista estadounidense que compite en esgrima, especialista en la modalidad de sable.
Participó en los Juegos Olímpicos de Río de Janeiro 2016, obteniendo una medalla de bronce en la prueba por equipos (junto con Dagmara Wozniak, Mariel Zagunis y Monica Aksamit).
Ganó cinco medallas en el Campeonato Mundial de Esgrima entre los años 2011 y 2015.

## Palmarés internacional
| Juegos Olímpicos   | Juegos Olímpicos        | Juegos Olímpicos  | Juegos Olímpicos  |
| Año                | Lugar                   | Medalla           | Prueba            |
| ------------------ | ----------------------- | ----------------- | ----------------- |
| 2016               | Río de Janeiro (Brasil) | Medalla de bronce | Sable por equipos |
| Campeonato Mundial |                         |                   |                   |
| Año                | Lugar                   | Medalla           | Prueba            |
| 2011               | Catania (Italia)        | Medalla de bronce | Sable por equipos |
| 2012               | Kiev (Ucrania)          | Medalla de bronce | Sable por equipos |
| 2013               | Budapest (Hungría)      | Medalla de bronce | Sable por equipos |
| 2014               | Kazán (Rusia)           | Medalla de oro    | Sable por equipos |
| 2015               | Moscú (Rusia)           | Medalla de bronce | Sable por equipos |